# مهتاب رحمانی
مهتاب رحمانی (زاده ۳ شهریور ۱۳۷۱ در کرمانشاه - ) بازیکن کُرد تیم ملی والیبال زنان ایران است. وی تاکنون در تیم‌های بانک سرمایه، ذوب‌آهن اصفهان، میزان خراسان، پرسپولیس، دانشگاه آزاد و پیکان تهران بازی کرده است و در کارنامهٔ ورزشی خود، سابقهٔ قهرمانی در لیگ برتر ایران را نیز دارد.
وی در شهریور ۱۴۰۰ به تیم بوآویشتای پرتغال پیوست که در در سوپرلیگ والیبال زنان پرتغال حضور دارد.

## افتخارات ورزشی
لیگ برتر والیبال کشور:
- قهرمانی: لیگ ۱۳۸۹ (پرسپولیس)،  لیگ ۱۳۹۵ (بانک سرمایه)،  لیگ ۱۳۹۶ (پیکان تهران)[۶][۱]، لیگ ۱۴۰۲ (پیکان تهران)[۷]
- نایب قهرمانی: لیگ ۱۳۹۷ (پیکان تهران)[۸][۹][۱۰]، لیگ ۱۳۸۸ (پرسپولیس)[۶]
- سومی: به همراه ذوب‌آهن اصفهان[۶]